# Fous d'Irène
Pour plus de détails, voir Fiche technique et Distribution.
Fous d'Irène ou Moi, moi-même et Irène au Québec et au Nouveau-Brunswick (Me, Myself and Irene) est un film américain réalisé par Peter et Bobby Farrelly sorti en 2000. Pour leur quatrième film, les frères Farrelly dirigent à nouveau Jim Carrey après Dumb and Dumber (1994).
Le film est un succès au box-office, malgré des critiques mitigées dans la presse.

## Synopsis
Charlie Baileygates est motard au sein de la police d'État du Rhode Island. Depuis que sa femme Layla l'a subitement quitté pour un autre, il refoule complètement ses émotions et renfrogne sa colère. Du coup, il n'est plus capable d'extérioriser ses sentiments négatifs et se laisse sans cesse marcher dessus. Les autres profitant de sa bonté et de son comportement ultra-passif, Charlie voit un gros ras-le-bol se profiler et commence ainsi à souffrir sérieusement de troubles de la personnalité jusqu'à développer un double, Hank, au caractère impulsif, extrême et colérique.
C'est alors qu'il se voit confier la mission d'escorter Irene Waters dans un autre État, où elle est recherchée comme témoin dans une sombre affaire. Très vite, Charlie tombe sous le charme de la jeune femme. Tout comme son double maléfique, Hank. Les deux personnalités vont se disputer l'amour d'Irène, alors que celle-ci est poursuivie par des hommes la trouvant gênante pour leurs magouilles.

## Fiche technique
Sauf indication contraire, les informations mentionnées dans cette section peuvent être confirmées par les bases de données cinématographiques IMDb et Allociné,  présentes dans la section « Liens externes ».
- Titre original : Me, Myself and Irene
- Titre français : Fous d'Irène
- Titre québécois et néo-brunswickois : Moi, Moi-même et Irène
- Réalisation : Bobby et Peter Farrelly
- Scénario : Peter et Bobby Farrelly et Mike Cerrone
- Musique : Pete Yorn et Lee Scott
- Direction artistique : Arlan Jay Vetter sous la direction de Sidney J. Bartholomew, Jr
- Décors : Scott Jacobson
- Costumes : Pamela Withers
- Photographie : Mark Irwin
- Maquillage d'effets spéciaux : Tony Gardner et Jim Beinke
- Effets spéciaux : Robert Vasquez
- Sociétés d'effets spéciaux  : Alterian Studios, Inc. (maquillage et animatronique)
- Effets visuels : Constance Bracewell
- Sociétés d'effets visuels  : Hammerhead Productions et Digiscope
- Montage : Christopher Greenbury
- Production : Bobby et Peter Farrelly, Bradley Thomas, Linda Fields-Hill, Kristofer W. Meyers, Marc S. Fischer, James B. Rogers, Mark Charpentier, Charles B. Wessler, Tom Schulman, Patrick Healy et Clem Franek
- Sociétés de production : 20th Century Fox
Conundrum Entertainment
- Société de distribution : Twentieth Century Fox
- Budget : 51 millions de dollar américain
- Pays de production :  États-Unis
- Langues originales : anglais et allemand
- Format : couleurs (Deluxe) - 1,85:1 - Dolby - 35 mm - filmé avec du matériel Clairmont
- Genre : comédie noire, slapstick
- Durée : 116 minutes
- Dates de sortie : 
  - États-Unis : 15 juin 2000, première et 23 juin 2000 sur le reste du territoire
  - France : 23 juin 2000
  - Belgique : 12 juillet 2000

## Distribution
- Jim Carrey (VF : Emmanuel Curtil et VQ : Daniel Picard) : Charlie Baileygates / Hank Evans
- Renée Zellweger (VF : Brigitte Aubry et VQ : Valérie Gagné) : Irene P. Waters
- Anthony Anderson (VF : Sidney Kotto et VQ : François L'Écuyer) : Jamaal
- Mongo Brownlee (VF : Christophe Lemoine et VQ : Benoit Rousseau) : Lee Harvey
- Jerod Mixon (VF : Frantz Confiac et VQ : Olivier Visentin) : Shonté Jr.
- Chris Cooper (VF : Michel Vigné et VQ : Hubert Gagnon) : lieutenant Gerke
- Michael Bowman (VF : Pascal Casanova et VQ : François Sasseville) : Casper / Blanche-Neige
- Richard Jenkins (VF : Philippe Catoire et VQ : Claude Préfontaine) : agent Boshane
- Robert Forster (VF : Jean-Claude Sachot et VQ : Yvon Thiboutot) : colonel Partington
- Rob Moran (VF : Tony Joudrier) : agent Trooper Finneran
- Daniel Greene (VF : Emmanuel Jacomy) : Dickie Thurman
- Tony Cox (VF : Thierry Desroses) : Shonté Jackson
- Zen Gesner (VF : Éric Herson-Macarel) : agent Peterson
- Traylor Howard (VF : Laura Préjean) : Layla
- Anna Kournikova : responsable du motel
- Richard Tyson : armurier
- Dan Murphy : agent Steve Parfitt
- Cam Neely : agent Trooper Sea Bass
- Shannon Whirry : belle-mère
- Rex Allen Jr. (VF : Jean-Claude Donda et VQ : Luis de Cespedes) : le narrateur
- Lin Shaye : Madame Caleron (scènes coupées)
- Cinzia Roccaforte : la fille sur la place

## Production
Le tournage a lieu de 11 mai au 27 juillet 1999. Il se déroule dans le Rhode Island (Providence, Newport, Jamestown et Narragansett) et dans le Vermont (Burlington).

## Bande originale
- Highway Patrol interprété par Junior Brown
- Any Major Dude Will Tell You interprété par Wilco
- I'd Like That interprété par XTC
- Hem of your Garment interprété par Cake
- The World Ain't Slowin' down interprété par Ellis Paul
- Bodhisattva interprété par Brian Setzer
- I Love Life, Sentimental Guy et Love Me Cha cha interprétés par Jimmy Luxury and the Tommy Rome Orchestra
- Motherfucker interprété par The Dwarves
- Perpetrator interprété par Hipster Daddy-O and The Handgrenades
- Don't Say You don't Remember interprété par Sally Taylor et Chris Soucy
- Can't Find the Time to Tell You interprété par Hootie and the Blowfish
- Deep Inside of You interprété par Third Eye Blind
- Strange Condition, Just Another interprétés par Pete Yorn
- Do It Again interprété par Smash Mouth
- It's Alright interprété par Bret Reilly
- Where He Can Hide interprété par Tom Wolfe
- Fire Like This interprété par Hardknox
- Bad Sneakers interprété par The Push Stars
- Monkey in your Soul interprété par Freedy Johnston
- Breakout interprété par Foo Fighters
- Razor Boy interprété par Billy Goodrum
- Happy Felling interprété par Billy Valentine
- Only a Fool Would Say That interprété par Ivy
- Chain Lightning interprété par Leon Redbone
- El Capitan interprété par Alta Mira
- Totalimmortal interprété par The Offspring

## Accueil

### Box-office
- États-Unis : 90 567 722 $[réf. nécessaire]